# Clásico de Entre Ríos
Clásico Entrerriano o Clásico de Entre Ríos es la denominación habitual que recibe el enfrentamiento de los dos equipos de fútbol más importantes de la provincia de Entre Ríos, Argentina: Gimnasia y Esgrima de Concepción del Uruguay y Patronato de Paraná.
Pertenecientes a distintas ligas, ambos equipos se comenzaron a enfrentar en 1978 por los clasificatorios regionales a los Torneos Nacionales de Primera División, y lo continúan haciendo en las categorías de ascenso organizadas por el Consejo Federal de la Asociación del Fútbol Argentino.
De ambos, sólo Patronato llegó a participar en la Primera División, en el Torneo Nacional de 1978 y desde la temporada 2015-16 hasta la de 2022. Por su parte, el punto más alto de la historia de Gimnasia fue en el Torneo Primera B Nacional 2001-2002, donde perdió dos posibilidades de ascenso a la Primera División (la final con Arsenal y la promoción con Unión). Actualmente, Gimnasia se encuentra participando en el Torneo Federal A (tercera categoría) mientras que Patronato compite en la Primera Nacional.
Cabe destacar que la rivalidad entre ambos comenzó recién en los años 1980, ya que el clásico rival verdadero de Gimnasia y Esgrima es el Club Atlético Uruguay, también de Concepción del Uruguay. Por su parte, el clásico rival de Patronato es el Club Atlético Paraná, también de la capital provincial. 

## Historial de enfrentamientos
El primer enfrentamiento tuvo lugar en 1978 por el Torneo Regional (clasificatorio al Torneo Nacional). Fue el 19 de febrero de ese año, y fue victoria para Patronato como visitante por 5 a 4. Tan sólo una semana después se disputaría la revancha, en la que volvió a ganar el equipo paranaense, esta vez como local, por 1 a 0.
El primer triunfo para Gimnasia llegaría en el tercer enfrentamiento, como local, el 4 de noviembre de 1984.
Luego se continuarían encontrando esporádicamente en la disputa de los viejos Torneos del Interior y del Torneo Argentino A. En 1998 comenzaría un paréntesis por el ascenso de Gimnasia a la Primera B Nacional, que se prolongaría por diez años por el posterior descenso de Patronato al Torneo Argentino B. En 2008 y 2009 vuelven a encontrarse en el mismo grupo, asegurando cuatro enfrentamientos en cada temporada.
Hubo muchos partidos importantes en la historia del clásico, sin duda el más importante dio lugar en 1996, cuando Gimnasia le ganó las 2 finales correspondientes al reclasificatorio por un ascenso a la Primera B Nacional, consiguiendo así ser el primer equipo entrerriano en jugar en esta categoría y nada más que ganando el clásico. Domingo 4 de agosto de 1996; el Lobo derrotaba 2 a 1 al Patrón y se quedaba con el reclasificatorio que le dio a nuestra provincia su primera plaza en la B Nacional.
Fueron dos partidos ganados por Gimnasia: el primero fue el 28 de julio en el Grella, dónde Gimnasia ganó 2-1 con goles de Héctor Alba.
Luego 2-1 en el Nuñez, Emmert abrió el marcador, pero igualó Montalbetti y el brasilero Ronaldo Da Silva de penal puso cifras definitivas. Quedándose con un global de 4-2 y un histórico ascenso. 
Debido a una reestructuración que iba a sufrir la segunda división para la próxima temporada 1996/97, se agregaron más plazas de ascenso, llegando a un total de seis. 
Para completar la nómina, se le otorgó la posibilidad de las tres plazas a Mar del Plata, Bahía Blanca y Entre Ríos. Se resolvió que se jugasen tres finales para lograr el ascenso.
La provincia de Entre Ríos, que no había tenido representantes en esa categoría, ya que en su origen (1986) no recibió ninguna invitación de AFA como si sucediera con ligas y federaciones de otras provincias, consiguió gracias a sus dirigentes, la posibilidad de tener su primera plaza en la Segunda División. Y la tuvieron que definirnen cancha, el Lobo y el Patrón.
Hoy en día Patronato se encuentra en la segunda división de Argentina (Nacional B) y Gimnasia en la tercera división (Federal A). 
| Fecha      | Torneo      | Local     | Resultado | Visitante |
| ---------- | ----------- | --------- | --------- | --------- |
| 19/02/1978 | Regional    | Gimnasia  | 4-5       | Patronato |
| 26/02/1978 | Regional    | Patronato | 1-0       | Gimnasia  |
| 04/11/1984 | Regional    | Gimnasia  | 2-0       | Patronato |
| 24/11/1984 | Regional    | Patronato | 1-0       | Gimnasia  |
| 10/12/1989 | Interior    | Gimnasia  | 1-0       | Patronato |
| 17/12/1989 | Interior    | Patronato | 3-1       | Gimnasia  |
| 18/02/1990 | Interior    | Gimnasia  | 1-0       | Patronato |
| 25/02/1990 | Interior    | Patronato | 1-2       | Gimnasia  |
| 25/11/1990 | Interior    | Patronato | 0-0       | Gimnasia  |
| 02/12/1990 | Interior    | Gimnasia  | 1-1 (3-1) | Patronato |
| 09/02/1994 | Interior    | Gimnasia  | 5-2       | Patronato |
| 06/03/1994 | Interior    | Patronato | 2-1       | Gimnasia  |
| 15/01/1995 | Interior    | Patronato | 1-1       | Gimnasia  |
| 05/02/1995 | Interior    | Gimnasia  | 2-3       | Patronato |
| 05/11/1995 | Argentino A | Patronato | 0-0       | Gimnasia  |
| 17/12/1995 | Argentino A | Gimnasia  | 2-1       | Patronato |
| 28/07/1996 | Argentino A | Patronato | 1-2       | Gimnasia  |
| 04/08/1996 | Argentino A | Gimnasia  | 2-1       | Patronato |
| 14/12/1997 | Argentino A | Gimnasia  | 2-1       | Patronato |
| 15/03/1998 | Argentino A | Patronato | 1-0       | Gimnasia  |
| 31/05/1998 | Argentino A | Patronato | 0-0       | Gimnasia  |
| 05/07/1998 | Argentino A | Gimnasia  | 0-0       | Patronato |
| 31/08/2008 | Argentino A | Gimnasia  | 0-0       | Patronato |
| 26/10/2008 | Argentino A | Patronato | 4-3       | Gimnasia  |
| 19/01/2009 | Argentino A | Gimnasia  | 2-0       | Patronato |
| 15/03/2009 | Argentino A | Patronato | 1-2       | Gimnasia  |
| 27/09/2009 | Argentino A | Patronato | 1-0       | Gimnasia  |
| 22/11/2009 | Argentino A | Gimnasia  | 1-2       | Patronato |
| 17/01/2010 | Argentino A | Gimnasia  | 0-0       | Patronato |
| 27/02/2010 | Argentino A | Patronato | 1-0       | Gimnasia  |
| 21/04/2010 | Argentino A | Gimnasia  | 0-2       | Patronato |

## Estadísticas

### Estadísticas
| Estadísticas  | Gimnasia (CDU) | Club Atlético Patronato |
| ------------- | -------------- | ----------------------- |
| Ganados       | 11             | 12                      |
| Empates       | 8              | 8                       |
| Goles a Favor | 37             | 38                      |

- General: Se en enfrentaron en 31 oportunidades con 12 triunfos para Patronato (36 goles), 11 para Gimnasia (37 goles) y 8 empates.
- Gimnasia como local: Se enfrentaron en 16 oportunidades con 8 triunfos para Gimnasia (25 goles), 4 para Patronato (18 goles) y 4 empates.
- Patronato como local: Se enfrentaron en 15 oportunidades con 8 triunfos para Patronato (18 goles), 3 para Gimnasia (12 goles) y 4 empates.

Mejores rachas
- General:
  - Sin perder: Gimnasia 5 partidos (1990-1994 y 1995-1997), Patronato 5 partidos (1998-2008 y 2009-actualidad)
  - Ganando: Gimnasia 4 partidos (1995-1997), Patronato 2 partidos (1978, 2009 y 2010)

- Como local:
  - Sin perder: Gimnasia 6 partidos (1995-2009), Patronato 4 partidos (1990-1995)
  - Ganando: Gimnasia 3 partidos (1995-1997), Patronato 3 partidos (1978-1989)

- Como visitante:
  - Sin perder: Gimnasia 3 partidos (1995-1996), Patronato 3 partidos (2009-actualidad)
  - Ganando: Gimnasia 1 partido (1990, 1996 y 2009), Patronato 1 partido (1978, 1995, 2009 y 2010)